# 三尾じゅん太
三尾 じゅん太（みお じゅんた、11月19日 - ）は、日本の漫画家。
2009年、『うわさの王子様』が自身の初コミック。

## 単行本リスト
オリジナル
- うわさの王子様（2009年、オークラ出版）
- ベストウエディング?（2011年、コアマガジン）
- らぶ・モンスター（2011年、角川書店）
- 湯けむりジャーニー（上）（2012年、オークラ出版）
- 湯けむりジャーニー（下）（2012年、オークラ出版）
- 神様おねがい!（2012年、幻冬舎コミックス）
- スマイルください（2012年、角川書店）
- 3万円の彼氏（2013年、オークラ出版）
- シュガーペイン（2013年、ホーム社）
- オレ様のヨメになれ!（2014年、KADOKAWA）
- 森ボーイ（2016年、幻冬舎コミックス）
- 秘恋（2018年、コアマガジン）
- 小日向さんちの長男は不機嫌（2018年、フロンティアワークス）
- 偏愛ランジェリー（2020年、海王社）
- あやかしの嫁取り（2021年、コアマガジン）
- チャンネル登録よろしくね♥（2021年、幻冬舎コミックス）

コミカライズ
- 花嫁は十七歳（2014年、原作：若月京子、オークラ出版）
- オーダーは探偵に（2015年、原作：近江泉美、 KADOKAWA）
- マジきゅんっ!ルネッサンス（2016年、原作：矢立肇、KADOKAWA）
- アニドルカラーズ（2017年、原作：ボルテージ、講談社）
- 泣き虫マーメイド 魚谷侑未物語（2022年、原作：須田良規、竹書房）
- 心が読める王女は婚約者の溺愛に気づかない（2024年 - 、原作：花鶏りり、キャラクターデザイン：紫藤むらさき、KADOKAWA）